# Darvīshān Bar
Darvīshān Bar (persiska: Darvīshāneh Bar, درویشان بر) är en ort i Iran.   Den ligger i provinsen Gilan, i den norra delen av landet, 200 km nordväst om huvudstaden Teheran. Antalet invånare är 772.
Terrängen runt Darvīshān Bar är platt åt nordost, men åt sydväst är den kuperad. Runt Darvīshān Bar är det mycket tätbefolkat, med 1 018 invånare per kvadratkilometer. Närmaste större samhälle är Langarud, 1,7 km öster om Darvīshān Bar. I omgivningarna runt Darvīshān Bar växer i huvudsak blandskog.